# Sävast
Sävast är en tätort i Bodens kommun. Orten är belägen längs riksväg 97 cirka 7 kilometer från Boden och ca 30 kilometer från centrala Luleå. Man brukar dela in Sävast i fyra delar: Sävast, Gamla Sävast, Sävastön (tidigare kallad Bysön) och Sävastnäs. Delen Sävastnäs räknas från 2005 av SCB som en egen småort med benämningen Sävastnäs. I gamla tider hette Sävast Sigfastbyn.

## Historia
Byns historia går tillbaka till slutet av 1400-talet. Första gången orten Sävast nämns i skrift är som Sefastaby år 1486. Det är först 1825 som orten omnämns som endast Säfvast.
Man har främst levt på god åkermark, fina skogar och rika fiskevatten. Det kan diskuteras om det berodde på de mycket goda fiskevattnen eller på att bygden var så liten, men när ärkebiskopen tillsammans med de feodala fogdarna förlänades Lule älv avstod man från hela förläningen med undantag av fiskerätten vid Edefors laxfiske. Även om fiske i Sävast inte var lika gott som i Edefors kan man förstå att fisket hade en viktig del i sävastböndernas näring. I och med kraftverksutbyggnaden förändrades älven kraftigt, och fisket är inte längre särskilt gott.
Den tidigaste tolkningen för ortnamnets ursprung finns i en gammal sägen. Sägnen beskriver hur två vikingar, med namnen Une och Säve på 1000-talet ska ha kommit sjöfarande upp efter Luleälven. Une bosatte sig på ena sidan och gav namn åt byn Unbyn, och Säve bosatte sig på andra sidan och gav namn åt byn Sävast. En annan tolkning är att ortnamnet ska komma från det finska ordet ’sedvaistö’ som betyder ”tät vass”.
Den nuvarande tolkningen är att förleden Sefasta- i det äldsta belägget Sefastaby, är genitivformen av mansnamnet Sigfast . Sigfast avser möjligen ett sigillvittne från ett brev från Rutvik i Nederluleå socken daterat 1 januari 1339. Flera byar i området har också troligen fått namn efter de andra sigillvittnena. Formen Fasstabynom från 1491 bekräftar att formen ursprungligen var -fast och inte -vast eftersom <v> inte stavades <f> i början av ord i gammalt svenskt skriftspråk.

## Föreningar
Sävast AIF (Fotboll),  Sävast Ski Team(skidor)

## Befolkningsutveckling
| Befolkningsutvecklingen i Sävast 1960–2020 | Befolkningsutvecklingen i Sävast 1960–2020 | Befolkningsutvecklingen i Sävast 1960–2020 | Befolkningsutvecklingen i Sävast 1960–2020 | Befolkningsutvecklingen i Sävast 1960–2020 |
| ------------------------------------------ | ------------------------------------------ | ------------------------------------------ | ------------------------------------------ | ------------------------------------------ |
|                                            |                                            |                                            |                                            |                                            |
| År                                         |                                            |                                            | Folkmängd                                  | Areal (ha)                                 |
| 1960                                       | 1960                                       |                                            | 238                                        |                                            |
| 1980                                       | 1980                                       |                                            | 2 294                                      |                                            |
| 1990                                       | 1990                                       |                                            | 2 540                                      | 250                                        |
| 1995                                       | 1995                                       |                                            | 3 211                                      | 348                                        |
| 2000                                       | 2000                                       |                                            | 3 143                                      | 349                                        |
| 2005                                       | 2005                                       |                                            | 3 121                                      | 361                                        |
| 2010                                       | 2010                                       |                                            | 3 148                                      | 359                                        |
| 2015                                       | 2015                                       |                                            | 3 093                                      | 376                                        |
| 2020                                       | 2020                                       |                                            | 3 447                                      | 384                                        |
| Anm.: 2018 uppgick Maran i tätorten        |                                            |                                            |                                            |                                            |